# Eupithecia albirasa
Eupithecia albirasa là một loài bướm đêm trong họ Geometridae.